# Stanisław Szebego
Stanisław Szebego (ok. 1891 w Warszawie, zm. 1944, tamże) – polski producent, reżyser i kompozytor.

## Życiorys
Szebego urodził się w Warszawie około 1891 jako Stanisław Finkelsztajn. W 1916 pracował jako asystent reżysera przy filmie Studenci, od tego czasu pracował przy następnych filmach głównie jako asystent reżysera i kierownik zdjęć, choć w 1919 pojawił się przed kamerą w filmie Ludzie bez jutra. W 1930 wraz z Mieczysławem Krawiczem oraz Zbigniewem Gniazdowskim założyli wytwórnię filmową „Blok”. Po założeniu Bloku Szebego pracował przede wszystkim jako kierownik produkcji, ale w 1937 wyreżyserował film Książątko. Szebego był również kompozytorem muzyki tanecznej, napisał m.in. tango Blondyneczka i fokstrot Od miłości nikt się nie wykręci do filmu Dwie Joasie. Wielokrotnie współpracował z Mieczysławem Krawiczem, był nazywany przez prasę "dzielnym towarzyszem [Krawicza]". Szebego nie krył się z homoseksualnością w środowisku artystycznym, ale relacja z Krawiczem była prawdopodobnie tylko przyjaźnią.
W latach 1940–1942 Stanisław Szebego z racji pochodzenia żydowskiego przebywał w getcie warszawskim, gdzie grał na deskach Nowego Teatru Kameralnego i w marcu 1942 r. obchodził wraz z aktorem Michałem Zniczem dwudziestopięciolecie pracy artystycznej. Tuż przed wielką akcją deportacyjną w getcie w lipcu 1942 r. Szebego i Znicz zostali uwolnieni przez przyjaciół, po czym Szebedze ukrycia udzielił Mieczysław Krawicz.
Stanisław Szebego zginął w powstaniu warszawskim.

## Filmografia
- 1916 – Studenci (asystent reżysera)
- 1919 – Ludzie bez jutra (aktor)
- 1922 – Strzał (pomocnik organizacji zdjęć)
- 1922 – Tajemnica przystanku tramwajowego (asystent reżysera)
- 1923 – Niewolnica miłości
- 1924 – O czym się nie mówi (asystent reżysera)
- 1925 – Iwonka (pomoc reżyserska)
- 1926 – O czym się nie myśli (asystent reżysera)
- 1926 – Trędowata (asystent reżysera)
- 1927 – Uśmiech losu (asystent reżysera)
- 1927 – Ziemia obiecana (asystent reżysera)
- 1928 – Pan Tadeusz (asystent reżysera)
- 1928 – Tajemnica starego rodu (asystent reżysera)
- 1929 – Grzeszna miłość (organizacja zdjęć)
- 1929 – Szlakiem hańby (kierownik zdjęć)
- 1930 – Janko Muzykant (kierownik zdjęć)
- 1931 – Dziesięciu z Pawiaka (kierownik zdjęć)
- 1932 – Ułani, ułani, chłopcy malowani (kierownik zdjęć)
- 1932 – Księżna Łowicka (kierownik produkcji)
- 1933 – Wyrok życia (kierownik produkcji)
- 1933 – Szpieg w masce (kierownik produkcji)
- 1933 – Przybłęda (kierownik produkcji)
- 1933 – Każdemu wolno kochać (kierownik produkcji)
- 1934 – Śluby ułańskie (kierownik produkcji)
- 1934 – Czy Lucyna to dziewczyna? (kierownik produkcji)
- 1935 – Jego wielka miłość(kierownik produkcji)
- 1935 – Dwie Joasie (muzyka)
- 1936 – Jadzia (kierownik produkcji)
- 1936 – Amerykańska awantura (kierownik produkcji)
- 1937 – Ułan księcia Józefa (kierownik produkcji)
- 1937 – Skłamałam (kierownik produkcji)
- 1937 – Książątko (reżyseria)
- 1938 – Strachy (kierownik produkcji)
- 1938 – Serce matki (kierownik produkcji)
- 1938 – Profesor Wilczur (kierownik produkcji)
- 1939 – O czym się nie mówi (kierownik produkcji)
- 1939 – Żona i nie żona (kierownik produkcji)
- 1939 – Nad Niemnem film nieukończony (kierownik produkcji)